# Uckersdorf
Uckersdorf is een plaats in de Duitse gemeente Herborn, deelstaat Hessen, en telt 1104 inwoners (2008).

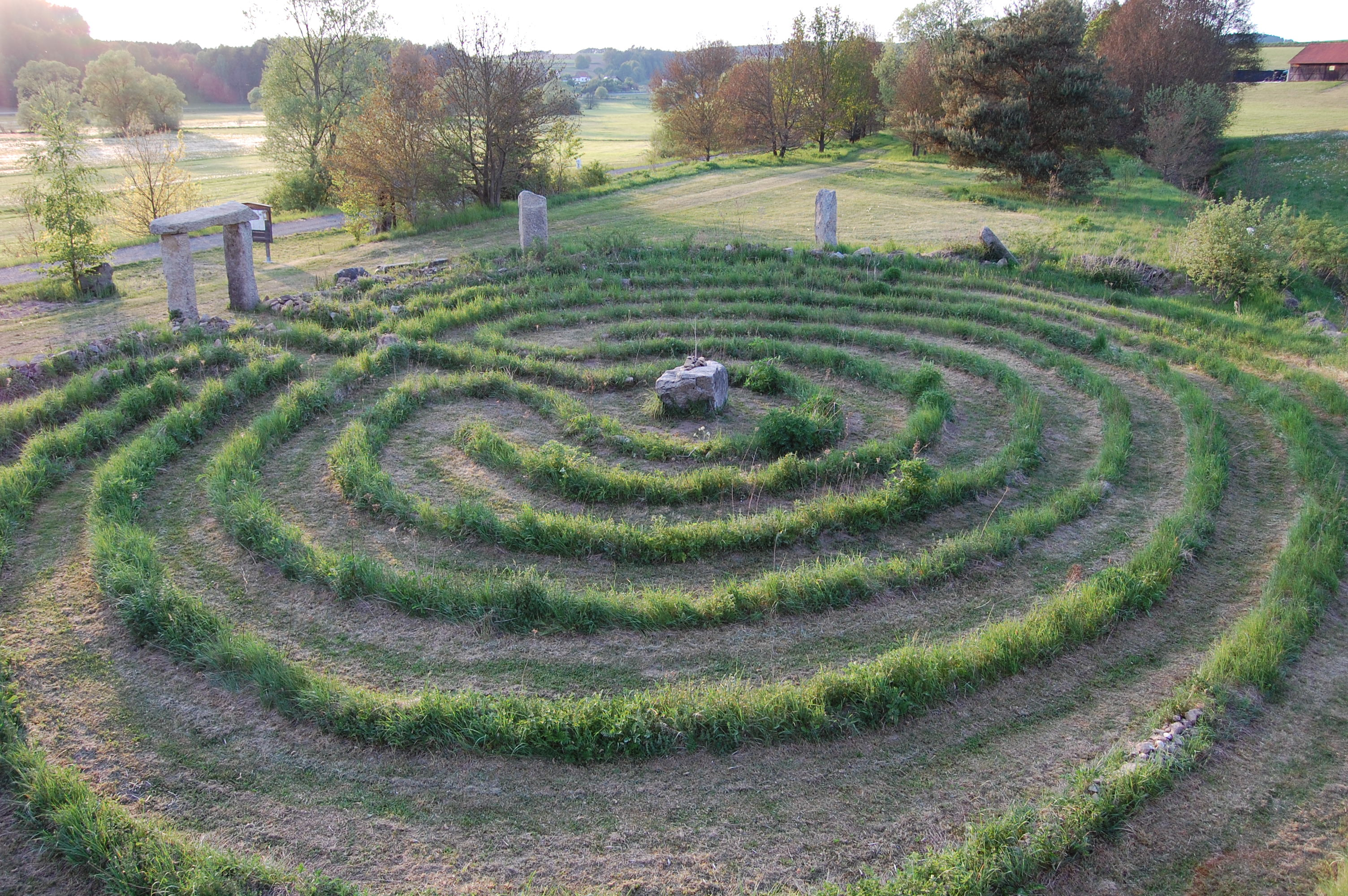
Trojaburg Uckersdorf